# Гешур
Гешур (лат. Gessur) — історична область на південному заході Сирії (2 Сам. 15:8), на півдні межувала з Васаном (5 М. 3:14).
Адміністративним центром області була Віфсаїда. Згадувалась у Біблії у зв'язку з завойовницькими походами Ісуса Навина (Нав. 13:2). За часів правління ізраїльського царя Давида Гешур був самостійним царством на чолі з Фалмаєм, сином Єміуда, до якого втік Авесалом, рятуючись від гніву свого батька (2 Сам. 13:37).